# Central Cee/Auszeichnungen für Musikverkäufe

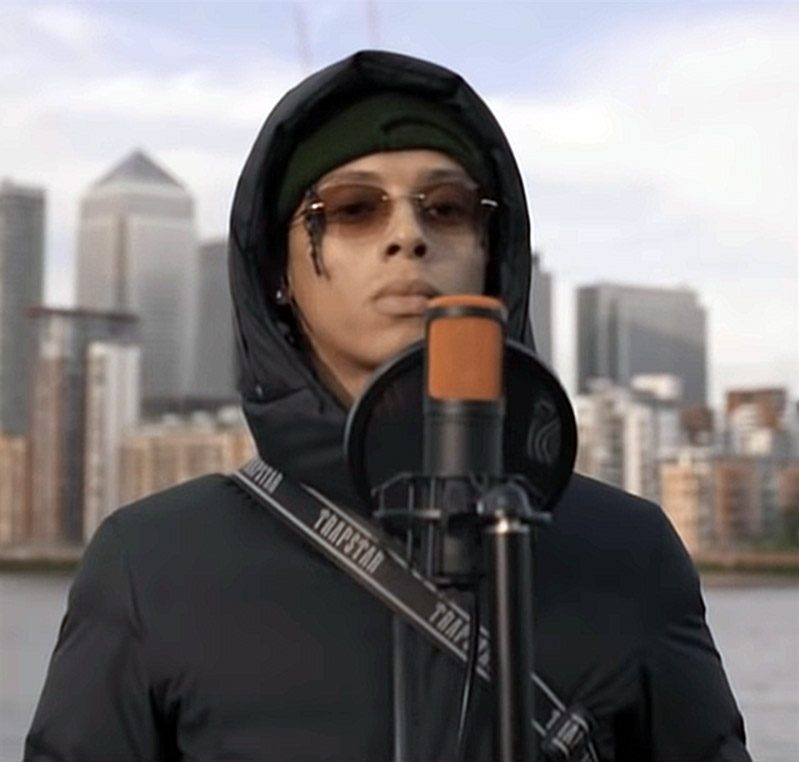
Central Cee (2019)

Dies ist eine Übersicht über die Auszeichnungen für Musikverkäufe des britischen Rapper Central Cee. Die Auszeichnungen finden sich nach ihrer Art (Gold, Platin usw.), nach Staaten getrennt in chronologischer Reihenfolge, geordnet sowie nach den Tonträgern selbst, ebenfalls in chronologischer Reihenfolge, getrennt nach Medium (Alben, Singles usw.), wieder.

## Auszeichnungen
| - Vereinigtes Königreich - 2022: für die Single 6 For 6 - 2023: für die Single Little Bit of This - 2023: für die Single Retail Therapy - 2023: für die Single One Up - 2023: für das Lied Trojan Horse - 2023: für das Lied UK Rap - 2024: für die Single LA Leakers Freestyle - 2025: für die Single Daily Duppy! - 2025: für die Single Did It First - 2025: für das Lied Ruby - Australien - 2022: für die Single Loading - 2023: für die Single 6 For 6 - Belgien - 2022: für die Single Doja - 2024: für die Single Band4Band - Brasilien - 2025: für die Single Did It First - Dänemark - 2023: für die Single Loading - 2023: für die Single Let Go - 2023: für das Album Wild West - 2024: für die Single Obsessed with You - 2025: für die Single Overseas - 2025: für die Single Band4Band - Deutschland - 2025: für die Single Sprinter - Frankreich - 2022: für die Single Loading - 2024: für die Single Day in the Life - 2025: für die Single Bolide noir - 2025: für die Single Band4Band - Griechenland - 2022: für die Single Overseas - Italien - 2021: für die Single Movie - 2023: für das Lied Eurovision - 2023: für die Single Obsessed with You - 2023: für die Single Loading - 2023: für die Single Sprinter - Kanada - 2022: für die Single Obsessed with You - 2022: für die Single Commitment Issues - 2022: für die Single Day in the Life - 2024: für die Single Too Much - Neuseeland - 2022: für die Single Doja - 2024: für die Single Band4Band - 2024: für das Album 23 - Niederlande - 2022: für die Single Loading - 2022: für die Single Obsessed with You - 2023: für die Single Doja - 2025: für die Single Band4Band - Norwegen - 2024: für die Single Band4Band - Österreich - 2023: für die Single Loading - Polen - 2023: für die Single Let Go - 2024: für die Single Loading - 2024: für die Single Obsessed with You - 2024: für die Single Band4Band - 2024: für die Single Did It First - Portugal - 2022: für die Single Day in the Life - 2022: für die Single 6 For 6 - 2022: für die Single Commitment Issues - 2024: für die Single Band4Band - Schweden - 2023: für die Single Obsessed with You - 2023: für die Single Commitment Issues - Schweiz - 2024: für die Single Band4Band - Spanien - 2023: für die Single Obsessed with You - 2024: für die Single Sprinter - 2025: für die Single Loading - Vereinigtes Königreich - 2022: für das Album Wild West - 2023: für das Album 23 - 2023: für die Single Day in the Life - 2025: für das Album Can’t Rush Greatness | - Australien - 2022: für die Single Obsessed with You - 2023: für die Single Let Go - 2023: für die Single Commitment Issues - 2023: für die Single Day in the Life - Belgien - 2023: für die Single Sprinter - Brasilien - 2024: für die Single Sprinter - Dänemark - 2023: für die Single Sprinter - 2023: für die Single Doja - Frankreich - 2024: für die Single Sprinter - 2024: für die Single Obsessed with You - Griechenland - 2024: für die Single Band4Band - Italien - 2023: für die Single Doja - 2023: für die Single Let Go - Kanada - 2022: für die Single Loading - 2023: für die Single Let Go - Nigeria - 2024: für die Single Wave - Österreich - 2023: für die Single Doja - 2023: für die Single Let Go - Polen - 2023: für die Single Doja - 2024: für die Single Sprinter - Portugal - 2022: für die Single Obsessed with You - 2022: für die Single Loading - 2023: für die Single Let Go - Schweden - 2023: für die Single Doja - 2023: für die Single Let Go - 2023: für die Single Loading - Schweiz - 2023: für die Single Doja - 2023: für die Single Let Go - Spanien - 2024: für die Single Let Go - 2025: für das Lied Eurovision - 2025: für die Single Doja - Ungarn - 2025: für die Single Band4Band - Vereinigte Staaten - 2024: für die Single Doja - 2024: für die Single Sprinter - 2024: für die Single Band4Band - Vereinigtes Königreich - 2022: für die Single Loading - 2022: für die Single Obsessed with You - 2023: für die Single Commitment Issues - 2023: für die Single Doja - 2024: für die Single Let Go - 2025: für die Single Band4Band | - Australien - 2023: für die Single Doja - Griechenland - 2023: für die Single Doja - Kanada - 2023: für die Single Doja - 2024: für die Single Band4Band - Neuseeland - 2023: für die Single Sprinter - Portugal - 2023: für die Single Doja - 2023: für die Single Sprinter - Vereinigtes Königreich - 2024: für die Single Overseas - Australien - 2024: für die Single Sprinter - Griechenland - 2024: für die Single Sprinter - Vereinigtes Königreich - 2025: für die Single Sprinter - Kanada - 2024: für die Single Sprinter - Frankreich - 2023: für die Single Doja - 2024: für das Lied Eurostar - 2025: für die Single Let Go |

## Auszeichnungen nach Alben

### Wild West
| Land/Region                  | Auszeichnungen für Musikverkäufe (Land/Region, Auszeichnung, Verkäufe) | Verkäufe |
| ---------------------------- | ---------------------------------------------------------------------- | -------- |
| Dänemark (IFPI)              | Gold                                                                   | 10.000   |
| Vereinigtes Königreich (BPI) | Gold                                                                   | 100.000  |
| Insgesamt                    | 2× Gold ·                                                              | 110.000  |

### 23
| Land/Region                  | Auszeichnungen für Musikverkäufe (Land/Region, Auszeichnung, Verkäufe) | Verkäufe |
| ---------------------------- | ---------------------------------------------------------------------- | -------- |
| Neuseeland (RMNZ)            | Gold                                                                   | 7.500    |
| Vereinigtes Königreich (BPI) | Gold                                                                   | 100.000  |
| Insgesamt                    | 2× Gold ·                                                              | 107.500  |

### Can’t Rush Greatness
| Land/Region                  | Auszeichnungen für Musikverkäufe (Land/Region, Auszeichnung, Verkäufe) | Verkäufe |
| ---------------------------- | ---------------------------------------------------------------------- | -------- |
| Vereinigtes Königreich (BPI) | Gold                                                                   | 100.000  |
| Insgesamt                    | 1× Gold ·                                                              | 100.000  |

## Auszeichnungen nach Singles

### Day in the Life
| Land/Region                  | Auszeichnungen für Musikverkäufe (Land/Region, Auszeichnung, Verkäufe) | Verkäufe |
| ---------------------------- | ---------------------------------------------------------------------- | -------- |
| Australien (ARIA)            | Platin                                                                 | 70.000   |
| Frankreich (SNEP)            | Gold                                                                   | 100.000  |
| Kanada (MC)                  | Gold                                                                   | 40.000   |
| Portugal (AFP)               | Gold                                                                   | 5.000    |
| Vereinigtes Königreich (BPI) | Gold                                                                   | 400.000  |
| Insgesamt                    | 4× Gold · 1× Platin ·                                                  | 615.000  |

### Loading
| Land/Region                  | Auszeichnungen für Musikverkäufe (Land/Region, Auszeichnung, Verkäufe) | Verkäufe  |
| ---------------------------- | ---------------------------------------------------------------------- | --------- |
| Australien (ARIA)            | Gold                                                                   | 35.000    |
| Dänemark (IFPI)              | Gold                                                                   | 45.000    |
| Frankreich (SNEP)            | Gold                                                                   | 100.000   |
| Italien (FIMI)               | Gold                                                                   | 50.000    |
| Kanada (MC)                  | Platin                                                                 | 80.000    |
| Niederlande (NVPI)           | Gold                                                                   | 40.000    |
| Österreich (IFPI)            | Gold                                                                   | 15.000    |
| Polen (ZPAV)                 | Gold                                                                   | 25.000    |
| Portugal (AFP)               | Platin                                                                 | 10.000    |
| Schweden (IFPI)              | Platin                                                                 | 80.000    |
| Spanien (Promusicae)         | Gold                                                                   | 30.000    |
| Vereinigtes Königreich (BPI) | Platin                                                                 | 600.000   |
| Insgesamt                    | 8× Gold · 4× Platin ·                                                  | 1.110.000 |

### Commitment Issues
| Land/Region                  | Auszeichnungen für Musikverkäufe (Land/Region, Auszeichnung, Verkäufe) | Verkäufe |
| ---------------------------- | ---------------------------------------------------------------------- | -------- |
| Australien (ARIA)            | Platin                                                                 | 70.000   |
| Kanada (MC)                  | Gold                                                                   | 40.000   |
| Portugal (AFP)               | Gold                                                                   | 5.000    |
| Schweden (IFPI)              | Gold                                                                   | 40.000   |
| Vereinigtes Königreich (BPI) | Platin                                                                 | 600.000  |
| Insgesamt                    | 3× Gold · 2× Platin ·                                                  | 755.000  |

### 6 for 6
| Land/Region                  | Auszeichnungen für Musikverkäufe (Land/Region, Auszeichnung, Verkäufe) | Verkäufe |
| ---------------------------- | ---------------------------------------------------------------------- | -------- |
| Australien (ARIA)            | Gold                                                                   | 35.000   |
| Portugal (AFP)               | Gold                                                                   | 5.000    |
| Vereinigtes Königreich (BPI) | Silber                                                                 | 200.000  |
| Insgesamt                    | 1× Silber · 2× Gold ·                                                  | 240.000  |

### Little Bit of This
| Land/Region                  | Auszeichnungen für Musikverkäufe (Land/Region, Auszeichnung, Verkäufe) | Verkäufe |
| ---------------------------- | ---------------------------------------------------------------------- | -------- |
| Vereinigtes Königreich (BPI) | Silber                                                                 | 200.000  |
| Insgesamt                    | 1× Silber ·                                                            | 200.000  |

### Obsessed with You
| Land/Region                  | Auszeichnungen für Musikverkäufe (Land/Region, Auszeichnung, Verkäufe) | Verkäufe  |
| ---------------------------- | ---------------------------------------------------------------------- | --------- |
| Australien (ARIA)            | Platin                                                                 | 70.000    |
| Dänemark (IFPI)              | Gold                                                                   | 45.000    |
| Frankreich (SNEP)            | Platin                                                                 | 200.000   |
| Italien (FIMI)               | Gold                                                                   | 50.000    |
| Kanada (MC)                  | Gold                                                                   | 40.000    |
| Niederlande (NVPI)           | Gold                                                                   | 40.000    |
| Polen (ZPAV)                 | Gold                                                                   | 25.000    |
| Portugal (AFP)               | Platin                                                                 | 10.000    |
| Schweden (IFPI)              | Gold                                                                   | 40.000    |
| Spanien (Promusicae)         | Gold                                                                   | 30.000    |
| Vereinigtes Königreich (BPI) | Platin                                                                 | 600.000   |
| Insgesamt                    | 7× Gold · 4× Platin ·                                                  | 1.150.000 |

### Daily Duppy!
| Land/Region                  | Auszeichnungen für Musikverkäufe (Land/Region, Auszeichnung, Verkäufe) | Verkäufe |
| ---------------------------- | ---------------------------------------------------------------------- | -------- |
| Vereinigtes Königreich (BPI) | Silber                                                                 | 200.000  |
| Insgesamt                    | 1× Silber ·                                                            | 200.000  |

### Overseas
| Land/Region                  | Auszeichnungen für Musikverkäufe (Land/Region, Auszeichnung, Verkäufe) | Verkäufe  |
| ---------------------------- | ---------------------------------------------------------------------- | --------- |
| Dänemark (IFPI)              | Gold                                                                   | 45.000    |
| Griechenland (IFPI)          | Gold                                                                   | 10.000    |
| Vereinigtes Königreich (BPI) | 2× Platin                                                              | 1.200.000 |
| Insgesamt                    | 2× Gold · 2× Platin ·                                                  | 1.255.000 |

### Retail Therapy
| Land/Region                  | Auszeichnungen für Musikverkäufe (Land/Region, Auszeichnung, Verkäufe) | Verkäufe |
| ---------------------------- | ---------------------------------------------------------------------- | -------- |
| Vereinigtes Königreich (BPI) | Silber                                                                 | 200.000  |
| Insgesamt                    | 1× Silber ·                                                            | 200.000  |

### Doja
| Land/Region                  | Auszeichnungen für Musikverkäufe (Land/Region, Auszeichnung, Verkäufe) | Verkäufe  |
| ---------------------------- | ---------------------------------------------------------------------- | --------- |
| Australien (ARIA)            | Platin                                                                 | 140.000   |
| Belgien (BRMA)               | Gold                                                                   | 20.000    |
| Dänemark (IFPI)              | Platin                                                                 | 90.000    |
| Frankreich (SNEP)            | Diamant                                                                | 333.333   |
| Griechenland (IFPI)          | 2× Platin                                                              | 40.000    |
| Italien (FIMI)               | Platin                                                                 | 100.000   |
| Kanada (MC)                  | 2× Platin                                                              | 160.000   |
| Neuseeland (RMNZ)            | Gold                                                                   | 15.000    |
| Niederlande (NVPI)           | Gold                                                                   | 40.000    |
| Österreich (IFPI)            | Platin                                                                 | 30.000    |
| Polen (ZPAV)                 | Platin                                                                 | 50.000    |
| Portugal (AFP)               | 2× Platin                                                              | 20.000    |
| Schweden (IFPI)              | Platin                                                                 | 80.000    |
| Schweiz (IFPI)               | Platin                                                                 | 20.000    |
| Spanien (Promusicae)         | Platin                                                                 | 60.000    |
| Vereinigte Staaten (RIAA)    | Platin                                                                 | 1.000.000 |
| Vereinigtes Königreich (BPI) | Platin                                                                 | 600.000   |
| Insgesamt                    | 3× Gold · 17× Platin · 1× Diamant ·                                    | 2.798.333 |

### LA Leakers Freestyle
| Land/Region                  | Auszeichnungen für Musikverkäufe (Land/Region, Auszeichnung, Verkäufe) | Verkäufe |
| ---------------------------- | ---------------------------------------------------------------------- | -------- |
| Vereinigtes Königreich (BPI) | Silber                                                                 | 200.000  |
| Insgesamt                    | 1× Silber ·                                                            | 200.000  |

### One Up
| Land/Region                  | Auszeichnungen für Musikverkäufe (Land/Region, Auszeichnung, Verkäufe) | Verkäufe |
| ---------------------------- | ---------------------------------------------------------------------- | -------- |
| Vereinigtes Königreich (BPI) | Silber                                                                 | 200.000  |
| Insgesamt                    | 1× Silber ·                                                            | 200.000  |

### Let Go
| Land/Region                  | Auszeichnungen für Musikverkäufe (Land/Region, Auszeichnung, Verkäufe) | Verkäufe  |
| ---------------------------- | ---------------------------------------------------------------------- | --------- |
| Australien (ARIA)            | Platin                                                                 | 70.000    |
| Dänemark (IFPI)              | Gold                                                                   | 45.000    |
| Frankreich (SNEP)            | Diamant                                                                | 333.333   |
| Italien (FIMI)               | Platin                                                                 | 100.000   |
| Kanada (MC)                  | Platin                                                                 | 80.000    |
| Polen (ZPAV)                 | Gold                                                                   | 25.000    |
| Portugal (AFP)               | Platin                                                                 | 10.000    |
| Österreich (IFPI)            | Platin                                                                 | 30.000    |
| Schweden (IFPI)              | Platin                                                                 | 80.000    |
| Schweiz (IFPI)               | Platin                                                                 | 20.000    |
| Spanien (Promusicae)         | Platin                                                                 | 60.000    |
| Vereinigtes Königreich (BPI) | Platin                                                                 | 600.000   |
| Insgesamt                    | 2× Gold · 9× Platin · 1× Diamant ·                                     | 1.453.333 |

### Sprinter
| Land/Region                  | Auszeichnungen für Musikverkäufe (Land/Region, Auszeichnung, Verkäufe) | Verkäufe  |
| ---------------------------- | ---------------------------------------------------------------------- | --------- |
| Australien (ARIA)            | 3× Platin                                                              | 210.000   |
| Belgien (BRMA)               | Platin                                                                 | 40.000    |
| Brasilien (PMB)              | Platin                                                                 | 40.000    |
| Dänemark (IFPI)              | Platin                                                                 | 90.000    |
| Deutschland (BVMI)           | Gold                                                                   | 300.000   |
| Frankreich (SNEP)            | Platin                                                                 | 200.000   |
| Griechenland (IFPI)          | 3× Platin                                                              | 60.000    |
| Italien (FIMI)               | Gold                                                                   | 50.000    |
| Kanada (MC)                  | 4× Platin                                                              | 320.000   |
| Neuseeland (RMNZ)            | 2× Platin                                                              | 60.000    |
| Polen (ZPAV)                 | Platin                                                                 | 50.000    |
| Portugal (AFP)               | 2× Platin                                                              | 20.000    |
| Spanien (Promusicae)         | Gold                                                                   | 30.000    |
| Vereinigte Staaten (RIAA)    | Platin                                                                 | 1.000.000 |
| Vereinigtes Königreich (BPI) | 3× Platin                                                              | 1.800.000 |
| Insgesamt                    | 3× Gold · 23× Platin ·                                                 | 4.270.000 |

### Too Much
| Land/Region | Auszeichnungen für Musikverkäufe (Land/Region, Auszeichnung, Verkäufe) | Verkäufe |
| ----------- | ---------------------------------------------------------------------- | -------- |
| Kanada (MC) | Gold                                                                   | 40.000   |
| Insgesamt   | 1× Gold ·                                                              | 40.000   |

### Band4Band
| Land/Region                  | Auszeichnungen für Musikverkäufe (Land/Region, Auszeichnung, Verkäufe) | Verkäufe  |
| ---------------------------- | ---------------------------------------------------------------------- | --------- |
| Belgien (BRMA)               | Gold                                                                   | 20.000    |
| Dänemark (IFPI)              | Gold                                                                   | 45.000    |
| Frankreich (SNEP)            | Gold                                                                   | 100.000   |
| Griechenland (IFPI)          | Platin                                                                 | 20.000    |
| Kanada (MC)                  | 2× Platin                                                              | 160.000   |
| Neuseeland (RMNZ)            | Gold                                                                   | 15.000    |
| Niederlande (NVPI)           | Gold                                                                   | 45.000    |
| Norwegen (IFPI)              | Gold                                                                   | 30.000    |
| Polen (ZPAV)                 | Gold                                                                   | 25.000    |
| Portugal (AFP)               | Gold                                                                   | 5.000     |
| Schweiz (IFPI)               | Gold                                                                   | 15.000    |
| Ungarn (MAHASZ)              | Platin                                                                 | 4.000     |
| Vereinigte Staaten (RIAA)    | Platin                                                                 | 1.000.000 |
| Vereinigtes Königreich (BPI) | Platin                                                                 | 600.000   |
| Insgesamt                    | 9× Gold · 6× Platin ·                                                  | 2.084.000 |

### Wave
| Land/Region    | Auszeichnungen für Musikverkäufe (Land/Region, Auszeichnung, Verkäufe) | Verkäufe |
| -------------- | ---------------------------------------------------------------------- | -------- |
| Nigeria (TCSN) | Platin                                                                 | 100.000  |
| Insgesamt      | 1× Platin ·                                                            | 100.000  |

### Did It First
| Land/Region                  | Auszeichnungen für Musikverkäufe (Land/Region, Auszeichnung, Verkäufe) | Verkäufe |
| ---------------------------- | ---------------------------------------------------------------------- | -------- |
| Brasilien (PMB)              | Gold                                                                   | 20.000   |
| Vereinigtes Königreich (BPI) | Silber                                                                 | 200.000  |
| Insgesamt                    | 1× Silber · 1× Gold ·                                                  | 220.000  |

### Bolide noir
| Land/Region       | Auszeichnungen für Musikverkäufe (Land/Region, Auszeichnung, Verkäufe) | Verkäufe |
| ----------------- | ---------------------------------------------------------------------- | -------- |
| Frankreich (SNEP) | Gold                                                                   | 100.000  |
| Insgesamt         | 1× Gold ·                                                              | 100.000  |

## Auszeichnungen nach Liedern

### Ruby
| Land/Region                  | Auszeichnungen für Musikverkäufe (Land/Region, Auszeichnung, Verkäufe) | Verkäufe |
| ---------------------------- | ---------------------------------------------------------------------- | -------- |
| Vereinigtes Königreich (BPI) | Silber                                                                 | 200.000  |
| Insgesamt                    | 1× Silber ·                                                            | 200.000  |

### Eurovision
| Land/Region          | Auszeichnungen für Musikverkäufe (Land/Region, Auszeichnung, Verkäufe) | Verkäufe |
| -------------------- | ---------------------------------------------------------------------- | -------- |
| Italien (FIMI)       | Gold                                                                   | 50.000   |
| Spanien (Promusicae) | Platin                                                                 | 60.000   |
| Insgesamt            | 1× Gold · 1× Platin ·                                                  | 110.000  |

### Eurostar
| Land/Region       | Auszeichnungen für Musikverkäufe (Land/Region, Auszeichnung, Verkäufe) | Verkäufe |
| ----------------- | ---------------------------------------------------------------------- | -------- |
| Frankreich (SNEP) | Diamant                                                                | 333.333  |
| Insgesamt         | 1× Diamant ·                                                           | 333.333  |

### UK Rap
| Land/Region                  | Auszeichnungen für Musikverkäufe (Land/Region, Auszeichnung, Verkäufe) | Verkäufe |
| ---------------------------- | ---------------------------------------------------------------------- | -------- |
| Vereinigtes Königreich (BPI) | Silber                                                                 | 200.000  |
| Insgesamt                    | 1× Silber ·                                                            | 200.000  |

### Trojan Horse
| Land/Region                  | Auszeichnungen für Musikverkäufe (Land/Region, Auszeichnung, Verkäufe) | Verkäufe |
| ---------------------------- | ---------------------------------------------------------------------- | -------- |
| Vereinigtes Königreich (BPI) | Silber                                                                 | 200.000  |
| Insgesamt                    | 1× Silber ·                                                            | 200.000  |

## Statistik und Quellen
| Land/RegionAuszeichnungen für Musikverkäufe (Land/Region, Auszeichnungen, Verkäufe, Quellen) | Silber       | Gold       | Platin       | Diamant     | Verkäufe  | Quellen                       |
| -------------------------------------------------------------------------------------------- | ------------ | ---------- | ------------ | ----------- | --------- | ----------------------------- |
| Australien (ARIA)                                                                            | —            | 2× Gold2   | 9× Platin9   | —           | 700.000   | aria.com.au                   |
| Belgien (BRMA)                                                                               | —            | 2× Gold2   | Platin1      | —           | 80.000    | ultratop.be                   |
| Brasilien (PMB)                                                                              | —            | Gold1      | Platin1      | —           | 60.000    | pro-musicabr.org.br BR2       |
| Dänemark (IFPI)                                                                              | —            | 6× Gold6   | Platin1      | —           | 415.000   | ifpi.dk                       |
| Deutschland (BVMI)                                                                           | —            | Gold1      | —            | —           | 300.000   | musikindustrie.de             |
| Frankreich (SNEP)                                                                            | —            | 4× Gold4   | 2× Platin2   | 3× Diamant3 | 1.799.999 | snepmusique.com               |
| Griechenland (IFPI)                                                                          | —            | Gold1      | 6× Platin6   | —           | 130.000   | Einzelnachweise               |
| Italien (FIMI)                                                                               | —            | 5× Gold5   | 2× Platin2   | —           | 450.000   | fimi.it                       |
| Kanada (MC)                                                                                  | —            | 4× Gold4   | 10× Platin10 | —           | 960.000   | musiccanada.com               |
| Neuseeland (RMNZ)                                                                            | —            | 3× Gold3   | 2× Platin2   | —           | 97.500    | aotearoamusiccharts.co.nz NZ2 |
| Niederlande (NVPI)                                                                           | —            | 4× Gold4   | —            | —           | 165.000   | nvpi.nl                       |
| Nigeria (TCSN)                                                                               | —            | —          | Platin1      | —           | 100.000   | turntablecharts.com           |
| Norwegen (IFPI)                                                                              | —            | Gold1      | —            | —           | 30.000    | ifpi.no                       |
| Österreich (IFPI)                                                                            | —            | Gold1      | 2× Platin2   | —           | 75.000    | ifpi.at                       |
| Polen (ZPAV)                                                                                 | —            | 5× Gold5   | 2× Platin2   | —           | 225.000   | olis.pl                       |
| Portugal (AFP)                                                                               | —            | 4× Gold4   | 7× Platin7   | —           | 90.000    | Einzelnachweise               |
| Schweden (IFPI)                                                                              | —            | 2× Gold2   | 3× Platin3   | —           | 320.000   | sverigetopplistan.se          |
| Schweiz (IFPI)                                                                               | —            | Gold1      | 2× Platin2   | —           | 55.000    | hitparade.ch                  |
| Spanien (Promusicae)                                                                         | —            | 3× Gold3   | 3× Platin3   | —           | 270.000   | elportaldemusica.es           |
| Ungarn (MAHASZ)                                                                              | —            | —          | Platin1      | —           | 4.000     | slagerlistak.hu               |
| Vereinigte Staaten (RIAA)                                                                    | —            | —          | 3× Platin3   | —           | 3.000.000 | riaa.com                      |
| Vereinigtes Königreich (BPI)                                                                 | 10× Silber10 | 4× Gold4   | 11× Platin11 | —           | 9.300.000 | bpi.co.uk                     |
| Insgesamt                                                                                    | 10× Silber10 | 54× Gold54 | 69× Platin69 | 3× Diamant3 |           |                               |